# 滝謙太郎
滝 謙太郎（たき けんたろう、1919年3月13日 - 没年不詳）は、日本の俳優。長野県北佐久郡本牧村（現佐久市）出身。旧漢字表記は瀧 謙太郎。本名は笠原 敬三。

## 略歴
長野県北佐久農学校、帝国高等音楽学校研究科卒業。関屋敏子、古関裕而、下八川圭祐、原信子らに師事し声楽を学ぶ。原信子歌劇団、日本劇場、創作座、芸術座小劇場を経て、1941年に日活多摩川撮影所に入社。大映、松竹大船撮影所を経て、東映に入社。

## 出演作品

### 映画
- 東京の夜（1947年、大映） - 矢倉勘吉
- びっくりしゃっくり時代（1948年、大映） - アコ坊
- 満月（1949年、大映） - 宇之吉
- 父恋し（1951年、松竹） - 三吉
- びっくり六兵衛（1953年、東宝） - やくざ
- 憧れの星座（1953年、東映） - 河合
- 学生五人男シリーズ・第二部 迷探偵出動（1954年、東映） - 支配人
- 二挺拳銃の龍（1954年、東映） - 山本為一
- 壮烈神風特攻隊（1954年） - 連合艦隊少佐参謀
- 継母（1954年、東映） - 興信所の男
- 母を尋ねて幾山河（1954年） - 番頭・源助
- 青竜街の狼（1955年、東映） - 羽鳥
- 不良少年の母（1955年、東映） - 尾上先生
- 拳銃対拳銃（1956年、東映） - 渡辺記者
- 警視庁物語（東映）
  - 警視庁物語 逃亡五分前（1956年） - 須貝係長
  - 警視庁物語 追跡七十三時間（1956年） - 自動車遺棄現場の警官
  - 警視庁物語 上野発五時三五分（1957年） - オートレースの観客B
  - 警視庁物語 魔の伝言板（1958年） - 木村竹三
  - 警視庁物語 顔のない女（1959年） - ストリップ劇場の支配人
  - 警視庁物語 一〇八号車（1959年） - 運転試験場の係員
  - 警視庁物語 深夜便130列車（1960年） - 公安官B
  - 警視庁物語 十二人の刑事（1961年） - ラッキー・パチンコホールの主人
- 笑いの魔術師（1956年、東映） - 岩村剛造
- 宝島遠征（1956年、東映） - 杣夫
- にっぽんGメン 特別武装班出動（1956年、東映） - 密輸団・前村
- 浅草三四郎（1956年、東映） - 悪源太
- 母孔雀（1956年、東映） - 医師
- 米（1957年、東映） - 笹浸しの漁夫B
- 多情佛心（1957年、東映） - 財部博士
- さよなら港（1957年、東映） - 李さん
- 血まみれの決闘（1957年、東映） - 医者
- 坊ちゃん大学（1957年、東映） - 山崎警部
- 逢いたいなァあの人に（1957年、東映） - 宿屋の番頭・定吉
- ふるさとの唄 哀愁のりんご園（1957年、東映） - 山本
- どたんば（1957年、東映） - 上田監督官
- デン助の陽気な靴みがき（1958年、東映） - 八公
- 奴の拳銃は地獄だぜ（1958年、東映） - 甲斐警部補
- 波止場がらす（1958年、東映） - 鬼頭
- デン助の陽気な拳闘王（1958年、東映） - 八公
- 疑惑の夜（1959年、東映） - 医師
- リスとアメリカ人 廃虚の銃声（1959年、東映） - 村井弁護士
- 母しぐれ（1959年、東映） - 田中
- 天下の快男児 万年太郎（1960年、東映） - 工場長
- まぼろし峠（1960年、東映） - 大久保将監
- 男の挑戦（1960年、東映） - 岡本
- 浪曲国定忠治 赤城の子守唄 血煙り信州路（1960年、東映） - 長沼の疋五郎
- 地獄の渡り者（1960年、東映） - 上海の主人
- ボス表へ出ろ（1960年、東映） - 男
- 第三の疑惑（1960年、東映） - 東洋日報社・受付
- 決斗の谷（1960年、東映） - 銀行員
- 天下の快男児 突進太郎（1960年、東映） - 技師
- 悪魔の札束（1960年、東映） - 医師
- 弾丸大将（1960年、東映） - 善の兄
- 第三次世界大戦 四十一時間の恐怖（1960年、東映） - 或る病院の医師
- べらんめえ芸者罷り通る（1961年、東映） - 山中産業社員
- 続次郎長社長と石松社員（1961年、東映） - 多田
- 東京パトロール 粋な二人のお巡りさん（1961年、東映） - 食堂の主人
- 石松社員は男でござる（1961年、東映） - 塚口
- 銀座の旅笠（1961年、東映） - 宿直員A
- 新婚シリーズ 月給日は嫌い（1962年、東映） - 装身具店員
- 愉快な仲間（1962年、東映） - 守衛B
- 黄門社長漫遊記（1962年、東映） - 幹事長
- 暗黒街最後の日（1962年、東映） - 伊勢十
- 東京アンタッチャブル（1962年、東映） - 竹沢武
- 暴力街（1963年、東映） - 花崎新聞社長
- 暗黒街最大の決斗（1963年、東映） - 伊勢十
- やくざの歌（1963年、東映） - パチンコ屋のマスター
- ギャング忠臣蔵（1963年、東映） - 亀田社長
- 喜劇 駅前医院（1965年、東宝） - 主任
- 夜の牝犬（1966年、東映） - いちはらの板前
- 藤猛物語 ヤマト魂（1968年、日活） - 武一

### テレビドラマ
- わんぱく四銃士（1959年、NET）
- 七色仮面 第2部（1959年、NET） - 長坂医師
- 幕末物語 第26話「勝海舟編」（1960年、MBS）
- 徳川風雲録 第1 - 4話「宇都宮釣天井」（1960年、MBS）
- ナショナルキッド（NET）
  - 第13話「宇宙大戦争」（1960年） - 海上司令
  - 第29話「地底魔城 第七回」（1961年） - 張（古物商）
  - 第31・33 - 35話（1961年） - マゼラン大統領
- 赤穂の人々（1960年、MBS）
  - 第9話「新名所図絵」
  - 第10・11話「ちぎれ雲」
- 雪麿一本刀（1961年、NET） - 天野陣内
- 特別機動捜査隊（NET）
  - 第4話「愛の偽証」（1961年）
  - 第14話「無国籍者を探せ」（1962年）
  - 第287話「夕陽の町」（1967年）
  - 第319話「おんなのブルース」（1967年） - 課長風の男
  - 第321話「八人の女」（1967年） - 老刑事
- ヘッドライト（1962年、NTV）
- 悪魔くん 第26話「透明怪人」（1967年、NET） - 死神第四号
- ジャイアントロボ 第21話「ミイラ怪人」（1968年、NET） - ミイラーマン
- 河童の三平 妖怪大作戦 第7話「死神小僧」（1968年、NET） - 中嶺政義
- 竜馬がゆく 第4・5話（1968年、NHK） - 山中六右衛門